# قانون برايس أندرسون للتعويض عن الصناعات النووية

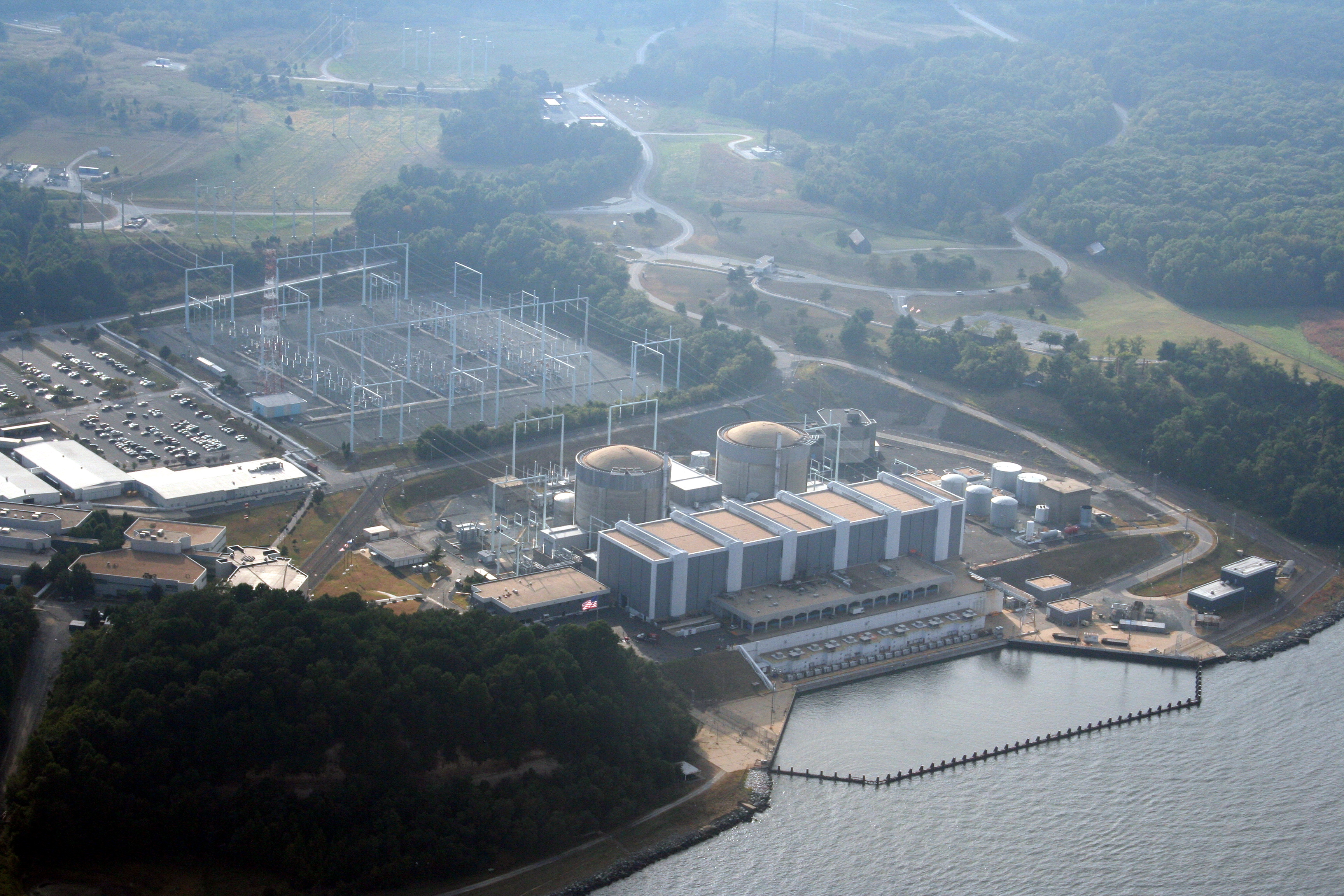
محطة كالفيرت كليفس للطاقة النووية

قانون برايس أندرسون للتعويض عن الصناعات النووية (المعروف باسم قانون برايس-أندرسون) هو قانون فدرالي للولايات المتحدة، تم إقراره لأول مرة في عام 1957، وجدَّد عدة مرات منذ إقراره.

## نبذة
يحكم قانون برايس-أندرسون القضايا المتعلقة بالمسؤولية لجميع المنشآت النووية الغير عسكرية التي تم إنشاؤها في الولايات المتحدة قبل عام 2026.

## الغرض
الغرض الرئيسي من القانون هو تعويض الصناعة النووية جزئياً ضد مطالبات المسؤولية الناشئة عن الحوادث النووية مع ضمان تغطية التعويض لعامة الناس.

## القانون
ينص القانون على نظام تأمين من النوع الخالي من الأخطاء، يتم فيه التمويل حوالي 12.6 مليار دولار (اعتبارًا من 2011) من الصناعة كما هو موضح في القانون.
يتم تغطية أي مطالبات تزيد عن 12.6 مليار دولار من خلال تفويض من الكونجرس لزيادة مسؤولية المرافق النووية بأثر رجعي أو سيتم تغطيتها من قبل الحكومة الفيدرالية. في وقت تمرير القانون، كان يعتبر ضروريًا كحافز للإنتاج الخاص للطاقة النووية، وذلك لأن المرافق الكهربائية اعتبرت تغطية المسؤولية المتاحة (60 مليون دولار فقط) غير كافية.

## التجديد
جدَّد القانون في عام 2005 لمدة 20 عام.